# Троицкое (Уфимский район)
Троицкое — бывший посёлок в Булгаковском сельсовете Уфимском районе Башкортостана. Почтовый индекс — 450501, код ОКАТО — 80252810013. Идентификатор по базе КЛАДР: 020010001080
В 2005 году Троицкое объединёно с селом Булгаково.
Текст Закона «О внесении изменений в административно-территориальное устройство Республики Башкортостан в связи с образованием, объединением, упразднением и изменением статуса населенных пунктов, переносом административных центров» от 20 июля 2005 года N 211-з:

ст. 2. Объединить следующие населенные пункты с сохранением наименований:

7) в Уфимском районе:

поселок Троицкое и село Булгаково Булгаковского сельсовета, установив объединенному населенному пункту тип поселения — село, с сохранением наименования «Булгаково»;

Протекает река Уршак.
В посёлке было две улицы: Цюрупы (связывающая с Булгаково) и Нефтяников.
В 2002 году граница Уфы (Кировского района) определялась так (Закон Республики Башкортостан от 15.12.2002 № 386-з
"Об описании границы муниципального образования Кировский район города Уфы Республики Башкортостан")

С востока - по оси реки Уршак до водозабора поселка Троицкое Булгаковского сельсовета— http://ufa.regionz.ru/index.php?ds=40721